# Hassianycterididae
Hassianycterididae es una familia extinta de murciélagos. Originalmente, se erigió en 1987 esta familia para el género Hassianycteris encontrado fósil en el Messel Pit, en Alemania. Se clasificó en el clado con rango de suborden Microchiropteramorpha por Smith et al. en 2007.
Existieron durante el Eoceno hace 48 hasta 40,4 millones de años atrás. Su hábitat comprendía toda la parte de Europa y Asia. Era el mayor murciélago del Eoceno, alcanzando un tamaño de 30 centímetros de largo, con una envergadura de 50 centímetros, tenía de 36 a 38 dientes, huesos nasales largos, un dedo índice sin garra y un radio metacarpiano muy corto a comparación con su tamaño.

## Clasificación
Contiene dos géneros (esta lista podría estar incompleta):
- † Cambaya Bajpai et al., 2005

- † Cambaya complexus Bajpai et al., 2005 - Formación Cambay Shale, Vastan Lignite Mine, India

- † Hassianycteris Smith & Storch, 1981

- † Hassianycteris joeli Smith & Russell, 1992 - Ypresiense de la Formación Kortijk Clay, Bélgica
- † Hassianycteris kumari Smith et al., 2007 - Ypresiense de la Formación Cambay Shale, Vastan Lignite Mine, India
- † Hassianycteris magna Smith & Storch, 1981 - Lutetiano de Messel Pit, Alemania
- † Hassianycteris messelensis Smith & Storch, 1981 - Lutetiano de Messel Pit, Alemania
- † Hassianycteris revilliodi Russell & Sigé, 1970 - Lutetiano de Messel Pit, Alemania

Además, es posible que el género Tanzanycteris del Lutetiano de Tanzania pertenezca a esta familia, aunque sus descubridores (Gunnell et al.) proponen integrarlo en la familia Tanzanycterididae hasta que se aclare su filogenia.